# 佐留志村
佐留志村（さるしむら）は、佐賀県杵島郡にあった村。現在の杵島郡江北町の一部にあたる。

## 地理
御岳山南麓から南は六角川下流部に、東は牛津川の西岸に至る平坦地に位置していた。

## 歴史
- 1889年（明治22年）4月1日、町村制の施行により、杵島郡佐留志村、惣領分村が合併して村制施行し、佐留志村が発足[1][2]。旧村名を継承した佐留志、惣領分の2大字を編成[2]。
- 1932年（昭和7年）4月1日、杵島郡小田村、山口村と合併し、江北村を新設して廃止された[1][2]。合併後、江北村大字佐留志・惣領分となる[2]。

### 地名の由来
「葭（あし）の広場」を意味するアイヌ語サルシに由来し、この一帯がアシの茂った地域だったとする説あり。

## 産業
- 農業[2]